# Сельское поселение «Горно-Зерентуйское»
Се́льское поселе́ние «Горно-Зерентуйское» — муниципальное образование в Нерчинско-Заводском районе Забайкальского края Российской Федерации.
Административный центр — село Горный Зерентуй.

## История
Статус и границы сельского поселения установлены Законом Читинской области от 19 мая 2004 года «Об установлении границ, наименований вновь образованных муниципальных образований и наделении их статусом сельского, городского поселения в Читинской области».

## Население
| 2010 | 2011  | 2012  | 2013  | 2014 | 2015 | 2016 |
| ---- | ----- | ----- | ----- | ---- | ---- | ---- |
| 1153 | ↘1151 | ↘1121 | ↘1060 | ↘995 | ↘964 | ↘916 |
| 2017 | 2018  | 2019  | 2020  | 2021 |      |      |
| ↘871 | ↘847  | ↘805  | ↘787  | ↘593 |      |      |

## Состав сельского поселения
| № | Населённый пункт | Тип населённого пункта       | Население |
| - | ---------------- | ---------------------------- | --------- |
| 1 | Горный Зерентуй  | село, административный центр | ↘593      |